# (353232) Nolwenn
(353232) Nolwenn est un astéroïde de la ceinture principale.

## Description
(353232) Nolwenn est un astéroïde de la ceinture principale. Il fut découvert le 6 février 2010 par l'astronome amateur slovaque Stefan Kürti à Mayhill au Nouveau-Mexique aux États-Unis.
Cet astéroïde a été nommé en l'honneur de la chanteuse française Nolwenn Leroy (née en 1982). Elle a mis sa popularité au service d'organisations caritatives, en particulier au profit de la Fondation Abbé-Pierre (au profit des sans domicile fixe) ou encore au sein du groupe engagé des « Enfoirés ».
Stefan Kürti est également à l'origine du nom de l'astéroïde (213637) Lemarchal, en hommage à Grégory Lemarchal.